# گذرنامه نامیبیایی

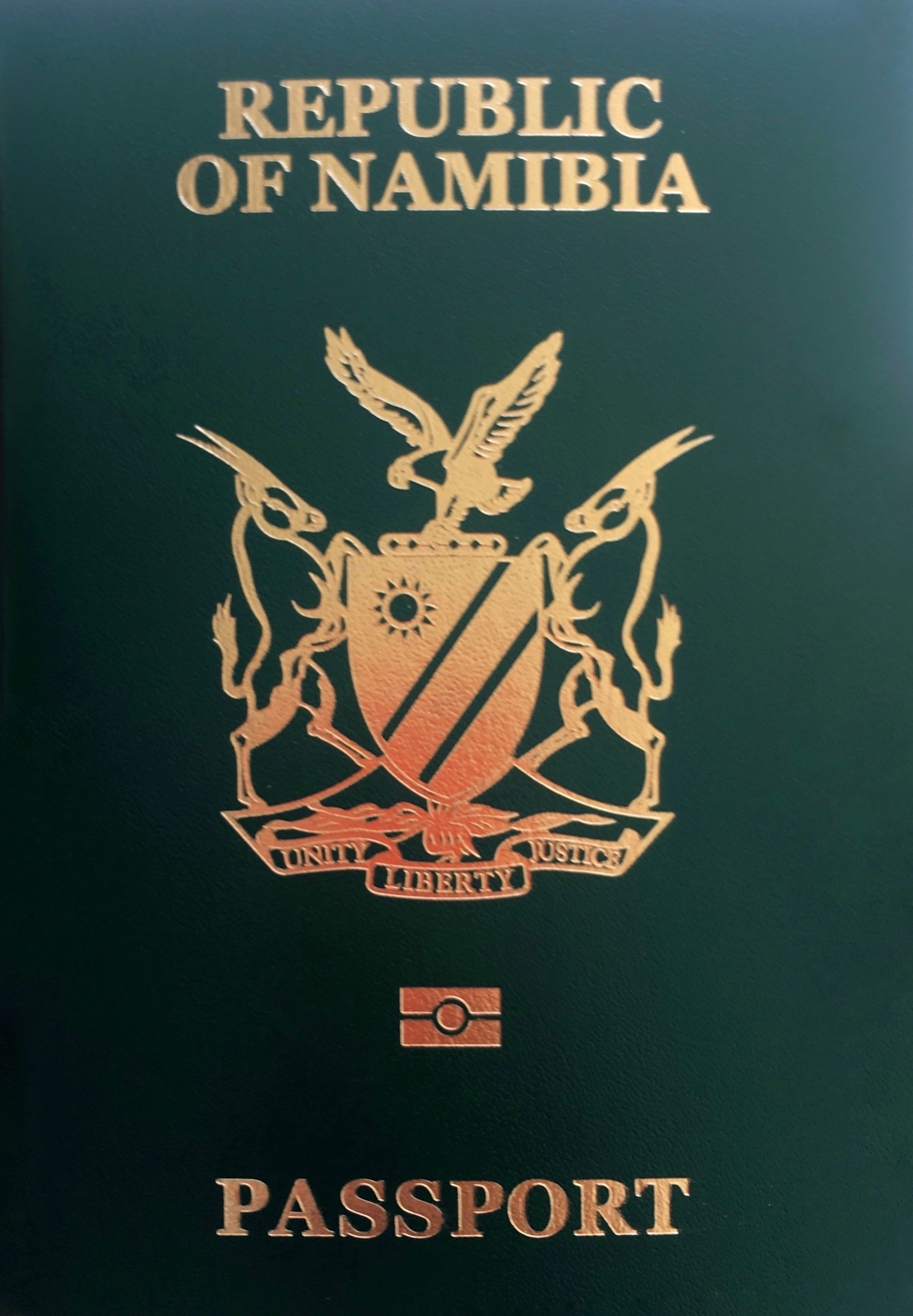
نمایی از یک‌نسخه گذرنامهٔ نامیبیایی در سال ۲۰۱۸

گذرنامهٔ نامیبیایی یک مدرک سفر بین‌المللی است که توسط کشور نامیبیا صادر می‌شود و بنا بر داده‌های سال ۲۰۲۳، دارندگان آن می‌توانستند به ۷۸ کشور دیگر بدون دریافت ویزا سفر کنند یا ویزا را در بدو ورود دریافت نمایند. این گذرنامه بر اساس رتبه‌بندی شاخص گذرنامهٔ هنلی در سال ۲۰۲۳ در رتبهٔ ۶۹ قرار داشت.